# Classe Kirov (cruzadores de batalha)
A Classe Kirov, designada oficialmente como Projeto 1144 Orlan, é uma classe de cruzadores de batalha inicialmente operada pela Frota Naval Militar Soviética e hoje pela Marinha da Rússia, composta pelo Kirov, Admiral Lazarev, Admiral Nakhimov e Pyotr Velikiy. Suas construções ocorreram entre 1974 e 1998 no Estaleiro Nº 189, entrando em serviço gradualmente a partir de 1980. Os navios foram desenvolvidos com o objetivo de serem capitânias de grupos de tarefas cuja missão seria afundar porta-aviões inimigos, assim foram equipados com uma grande variedade de armamentos ofensivos e defensivos, além das mais sofisticadas instalações de comando e controle disponíveis na época.
Os quatro cruzadores de batalha da Classe Kirov são armados com uma bateria ofensiva composta por vinte mísseis antinavio P-700 Granit e uma variedade de mísseis antissubmarino e superfície-ar, também tendo sido equipados com canhões de diferentes tamanhos e outras armas para defesa. Tem um comprimento de fora a fora de 252 metros, uma boca de 28 metros, um calado de dez metros e um deslocamento carregado de 28 mil toneladas. Seus sistemas de propulsão são compostos por duas turbinas a vapor e dois reatores nucleares que giram duas hélices até uma velocidade máxima de 32 nós (59 quilômetros por hora). Também são equipados com vários sensores e outros eletrônicos.
Cinco navios foram originalmente planejados, mas o último foi cancelado em 1990. Os três primeiros passaram o início de serviço com a frota soviética em relativa tranquilidade, mas o Kirov sofreu um acidente com seu reator em 1990 e foi tirado de serviço. A União Soviética ruiu no final de 1991 durante a construção do Pyotr Velikiy, o que atrasou sua finalização. As embarcações depois disso passaram para a Rússia, mas o Admiral Lazarev e Admiral Nakhimov foram tirados de serviço em 1999. O primeiro foi desmontado em 2021 e o segundo teve um processo de modernização iniciado em 2014 e ainda em andamento. O Kirov está aguardando desmontagem, enquanto Pyotr Velikiy está em serviço ativo.

## Origem
Durante as décadas de 1970 e 1980 os comandantes soviéticos viam assombrados o crescimento da frota estadunidense de porta-aviões. Na década de 70 os  Estados Unidos haviam comissionado uma nova classe dessas embarcações, a classe Nimitz, uma classe de gigantescos porta-aviões nucleares maiores que qualquer um construído até então.
Os soviéticos decidiram, então, criar um navio que fosse capaz de atacar e afundar a grandes distâncias os imensos navios aeródromos norte-americanos, uma vez que estes contam com meios para localizar qualquer ameaça em um raio de 600 km. Para tal, os navios soviéticos deveriam ser armados com mísseis, muitos mísseis.
Misseis dos mais variados tipos, incluindo grandes e poderosos mísseis de cruzeiro, destinados tanto para atacar alvos em terra quanto para atacar outros navios, mísseis antiaéreos, antissubmarino, mísseis para as mais variadas funções.
Para dotar os navios de mais autonomia foram construídos com propulsão nuclear, usando dois reatores nucleares NK-3.
Os reatores geram energia que aquece a agua de um circuito fechado fazendo girar duas turbinas à vapor, que dão impulso ao navio.
A classe possui uma blindagem de 76 mm à volta do reator, mas no resto da embarcação é relativamente leve, com toda sua defesa depositada no seu sistema de mísseis e canhões.
A nova classe de navios foi batizada de Kirov. Os navios da classe começaram a ser construídos em 1974, nos estaleiros da Baltic em Leningrado, quando foi batida a quilha do Kirov.

## Navios
| Navio                                     | Construtor       | Batimento           | Lançamento             | Comissionamento        | Destino                 |
| ----------------------------------------- | ---------------- | ------------------- | ---------------------- | ---------------------- | ----------------------- |
| Kirov / Admiral Ushakov                   | Estaleiro Nº 189 | 27 de março de 1974 | 26 de dezembro de 1977 | 30 de dezembro de 1980 | Aguardando desmontagem  |
| Frunze / Admiral Lazarev                  | Estaleiro Nº 189 | 27 de julho de 1978 | 26 de maio de 1981     | 31 de outubro de 1984  | Desmontado em 2021–2023 |
| Kalinin / Admiral Nakhimov                | Estaleiro Nº 189 | 17 de maio de 1983  | 25 de abril de 1986    | 30 de dezembro de 1988 | Em modernização         |
| Iuri Andropov / Pyotr Velikiy             | Estaleiro Nº 189 | 11 de março de 1986 | 19 de abril de 1989    | 18 de abril de 1998    | Em serviço ativo        |
| Admiral Flota Sovetskogo Soyuza Kuznetsov | Estaleiro Nº 189 | 9 de maio de 1989   | —                      | —                      | Cancelado em 1990       |

## Armamentos
Mísseis
- 20 x mísseis anti-navio SS-N-19 Shipwreck modelo P-700 Granit.
- 14 x mísseis de cruzeiro SS-N-14 Silex ASW (somente no Ushakov).
- 96 x mísseis terra-ar SA-N-6 Grumble modelo S-300F Fort (somente no Ushakov, Lazarev, Nakhimov)
- 48 x mísseis terra-ar S-300F mais 48 x mísseis terra-ar S-300FM Fort-M (SA-N-20 Gargoyle), (somente no Pyotr Velikhy).
- 128 x mísseis terra-ar 9K95 Tor (SA-N-9 Gauntlet).
- 40 x mísseis terra-ar OSA-MA (SA-N-4 Gecko).

Armas
- 1 x AK-130 dupla de 130 mm (5,12 in) (somente no Ushakov).
- 8 x AK-630 de 30 mm (1,18 in) (somente no Ushakov e Lazarev).
- 6 x CADS-N-1 Kashtan CIWS, (somente no Nakhimov, Pyotr Velikiy).

Torpedos e outros
- 1 x 10 lançador de foguete anti-navio RBU-1000 de 305 mm (12,0 in).
- 2 x 6 lançador de foguete anti-navio RBU-12000 de 254 mm (10,0 in).
- 10 x tubos de torpedos anti-navio/anti-submarino de 533 mm (21,0 in) para torpedos Tipo 53 ou sistema RPK-2 Viyuga (SS-N-15).

## Galeria

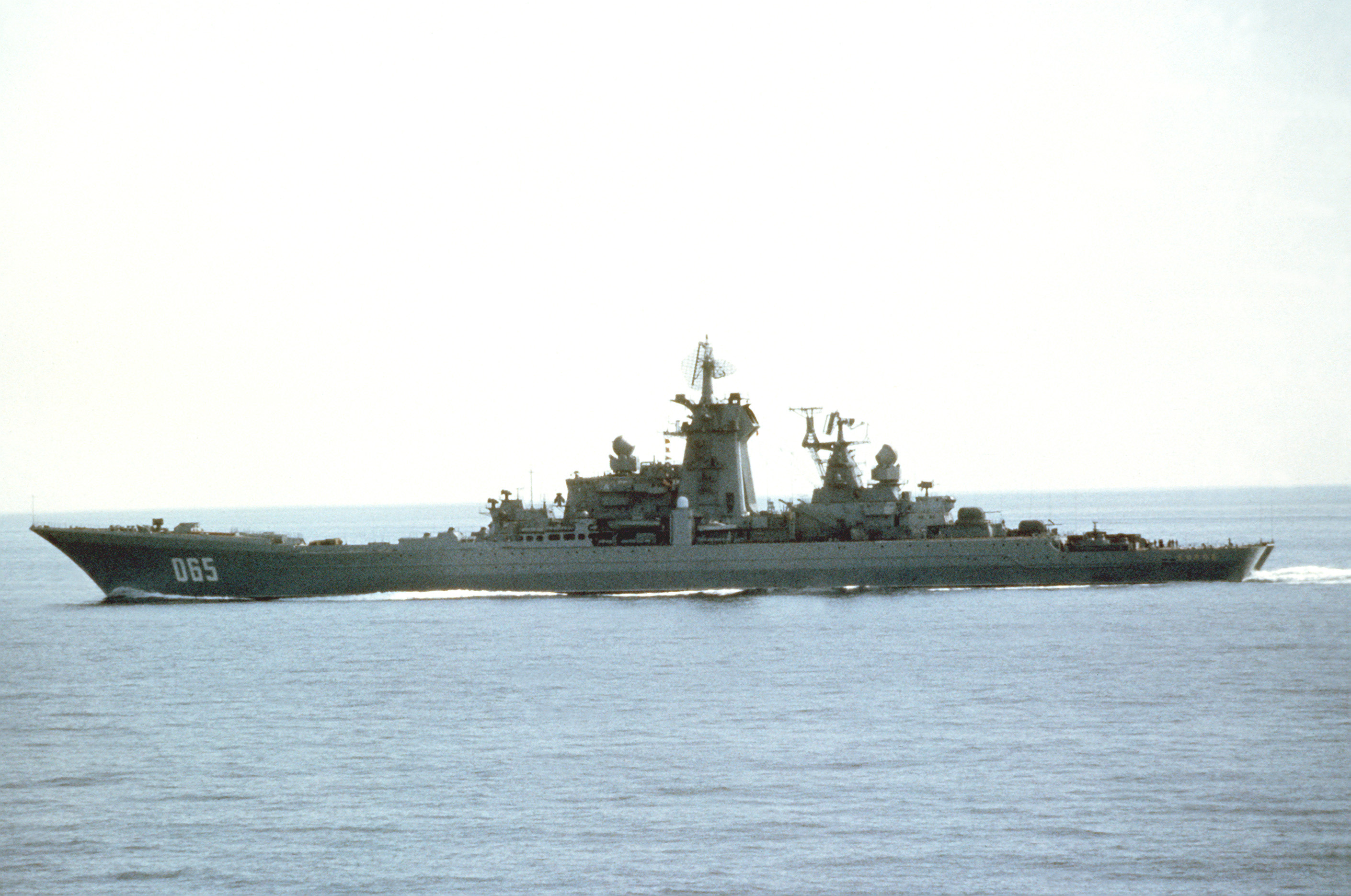
Kirov
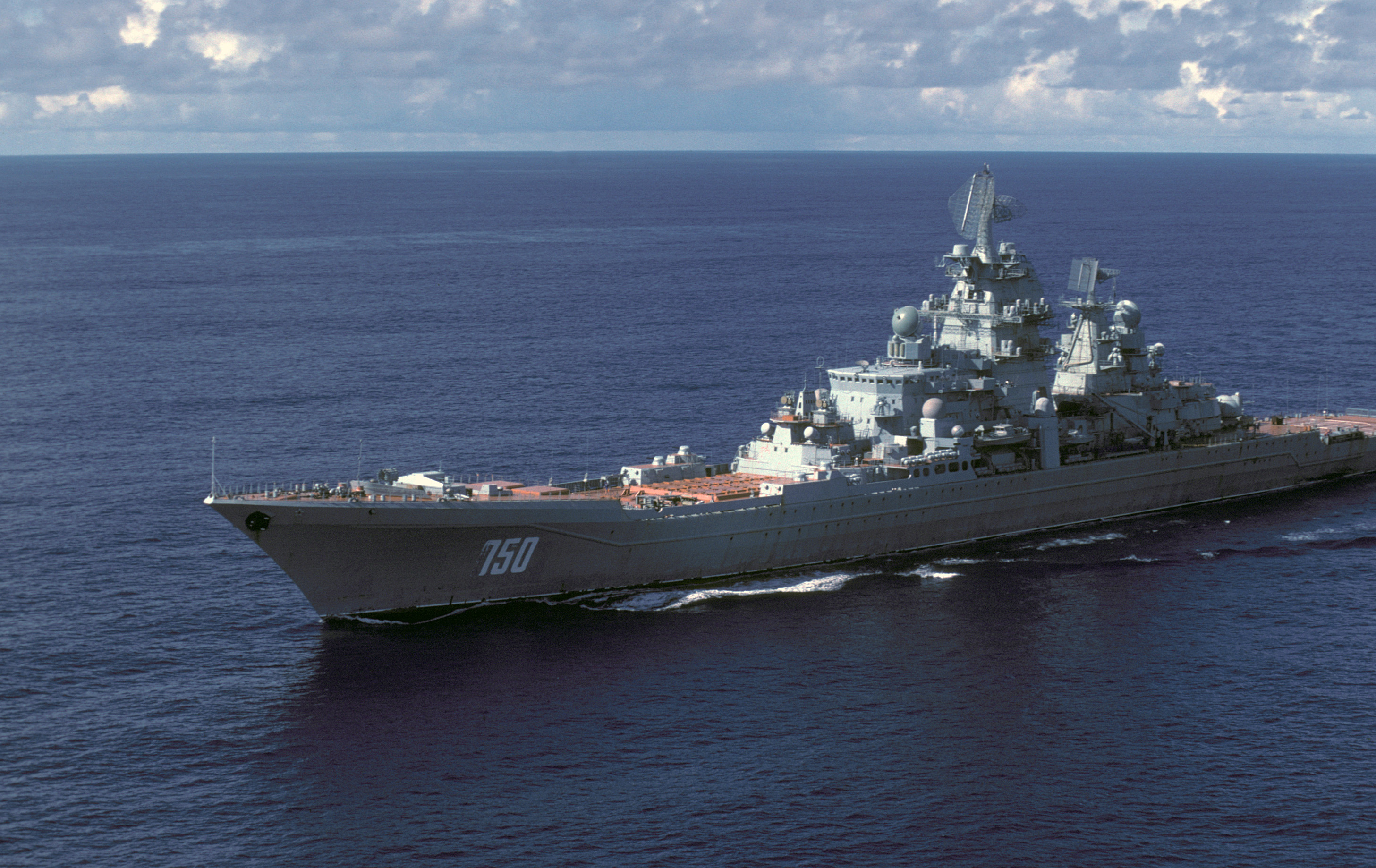
Frunze
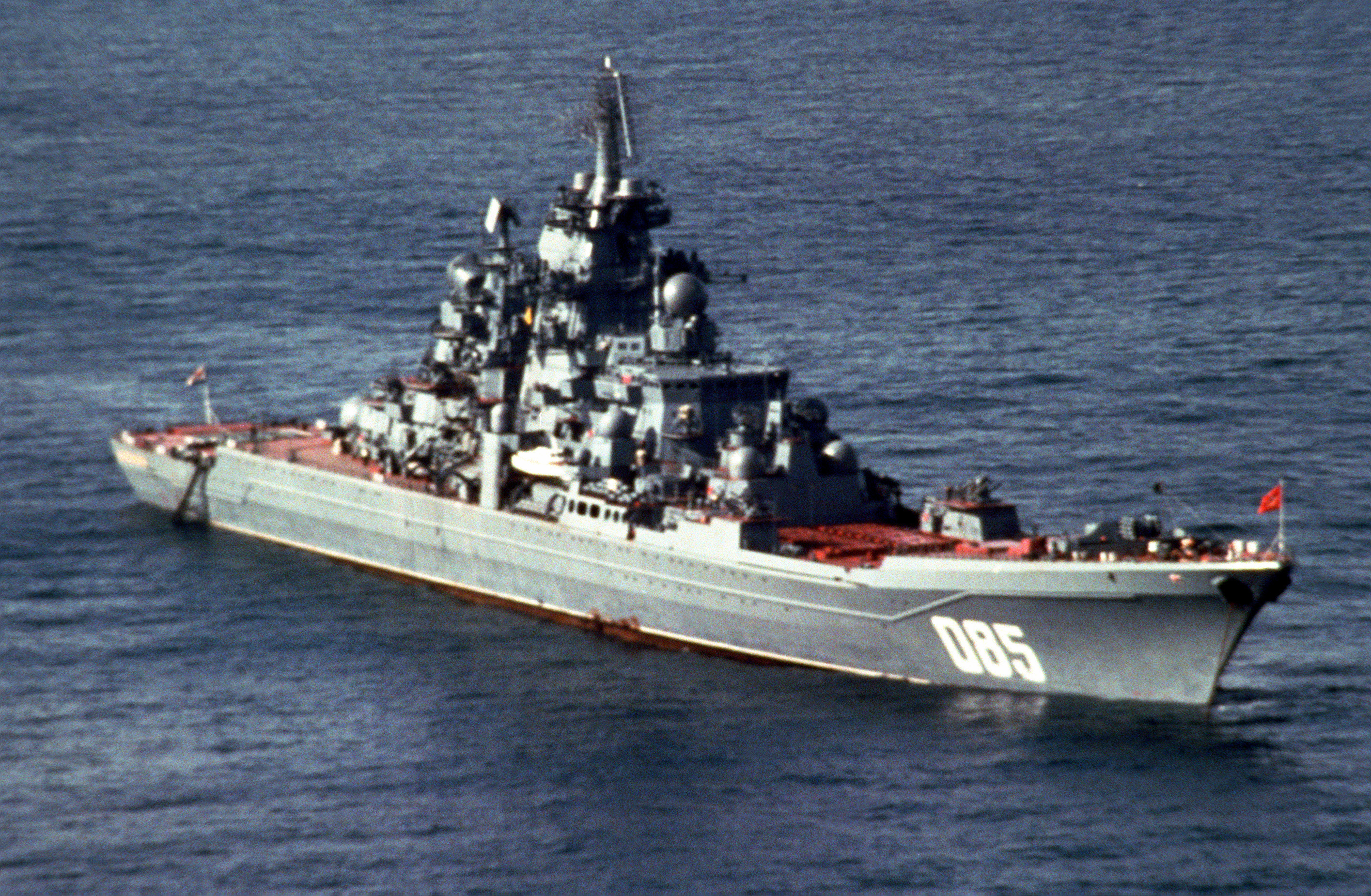
Kalinin
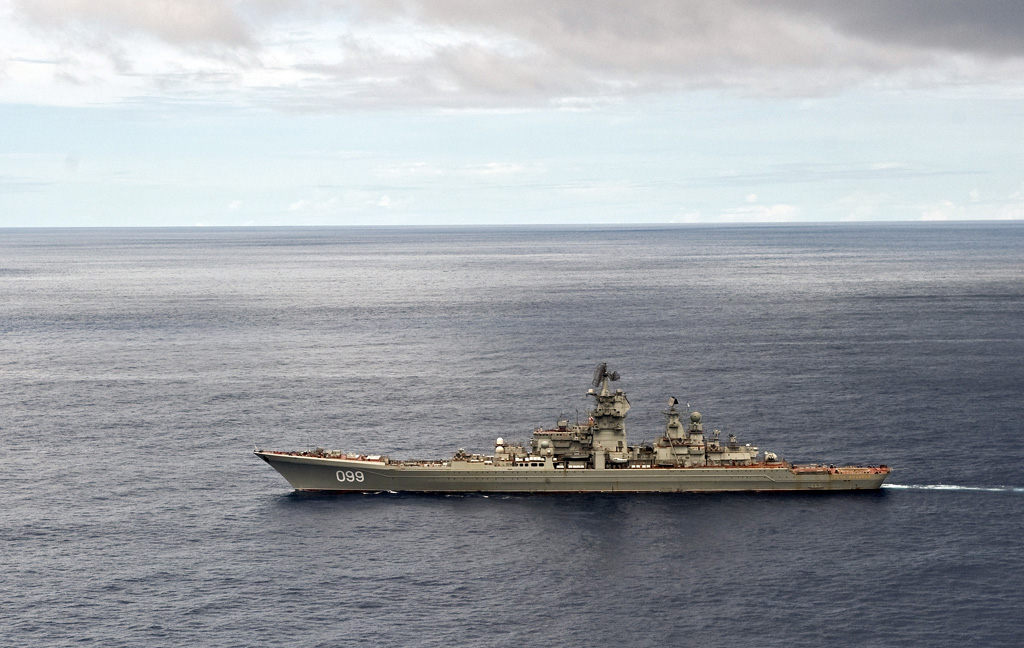
Pyotr Velikiy